# Komitee für Staatsangelegenheiten der DVRK
Das Komitee für Staatsangelegenheiten der Demokratischen Volksrepublik Korea ist das höchste Regierungsorgan Nordkoreas.

## Gründung und Aufgaben
Bis Juni 2016 lautete die offizielle Bezeichnung Nationale Verteidigungskommission. Am 29. Juni 2016 wurde sie auf der 4. Tagung der 13. Obersten Volksversammlung als Komitee für Staatsangelegenheiten der Demokratischen Volksrepublik Korea neugegründet. Damit liegt im neuen Organ der Fokus auch auf Themen außerhalb von nationaler Verteidigung und Sicherheit. Das Komitee ist ein vom Ministerrat der DVRK unabhängiges Exekutivorgan, das laut der nordkoreanischen Verfassung nur dem Parlament direkt verantwortlich ist.
Das Komitee hat einen symbolischen Vorsitzenden (Kim Jong-il), einen Vorsitzenden (Kim Jong-un), mehrere Vizevorsitzende sowie Mitglieder.
Nach Artikel 97 Absatz 7 der Verfassung hat das Parlament das Recht, den Vorsitzenden, die Vizevorsitzenden und die Mitglieder auf Vorschlag des Vorsitzenden des Staatskomitees ein- oder abzusetzen.
Das Staatskomitee ist de facto die Spitze der Exekutive und das Amt des Vorsitzenden das „höchste Amt im Staate“. Der Hauptsitz des Komitees befindet sich im Stadtbezirk Pot’onggang-guyŏk der Hauptstadt Pjöngjang.

## Zusammensetzung
Aktuell sind folgende Personen Mitglieder des Staatskomitees:
- Symbolisch: „Ewiger Vorsitzender“: Kim Jong-il †
- Präsident: 
  - Kim Jong-un[6] („Oberster Führer“)
- Erster Vizepräsident: 
  - Choe Ryong-hae
- Vizepräsident:
  - Pak Pong-ju

- Mitglieder:
  - Kim Yong-chol
  - Jong Kyong-thaek
  - Ri Son-gwon
  - Kim Yo-jong
  - Jo Yong-won
  - Pak Jong-chon
  - O Su-yong
  - Ri Yong-gil
  - Jang Jong-nam
  - Kim Song-nam

Kim Jong-il wurde nach seinem Tod zum „Ewigen Vorsitzenden“ erklärt und sein Sohn Kim Jong-un von der Obersten Volksversammlung am 13. April 2012 als Nachfolger mit der Bezeichnung „Erster Vorsitzender“ eingesetzt. 2016 wurde die Bezeichnung in „Vorsitzender des Komitees für Staatsangelegenheiten“ in „Präsident des Komitees für Staatsangelegenheiten“ geändert.

## Liste der Vorsitzenden

### Nationale Verteidigungskommission

#### Vorsitzende
- Kim Il-sung (27. Dezember 1972 bis 9. April 1993)
- Kim Jong-il (9. April 1993 bis 17. Dezember 2011)
- Kim Jong-un (13. April 2012 bis 29. Juni 2016)

#### Erste Vizevorsitzende
- O Chin-u (27. Dezember 1972 bis 22. Mai 1990)
- Kim Jong-il (23. Mai 1990 bis 9. April 1993)
- O Chin-u (9. April 1993 bis Februar 1995)
- Jo Myong-rok (September 1998 bis November 2010)

#### Vizevorsitzende
- Kim Yŏng-ju (23. Mai 1990 bis 9. April 1993)
- Choe Kwang (23. Mai 1990 bis 21. Februar 1997)
- Jo Myong-rok (21. Februar 1997 bis September 1998)
- Kim Yŏng-ch’un (11. April 2007 bis 3. Dezember 2012)
- Ri Yong-mu (11. April 2007 bis 29. Juni 2016)
- O Kŭng-nyŏl (9. April 2009 bis 29. Juni 2016)
- Jang Song-thaek (7. Juni 2009 bis 3. Dezember 2013)
- Choe Ryong-hae (9. April 2014 bis 29. Juni 2016)
- Hwang Pyong-so (25. September 2014 bis 29. Juni 2016)

### Komitee für Staatsangelegenheiten

#### Vorsitzende
- Kim Jong-un (seit 29. Juni 2016)

#### Erste Vizevorsitzende
- Choe Ryong-hae (seit 11. April 2019)

#### Vizevorsitzende
- Hwang Pyong-so (29. Juni 2016 bis 11. April 2018)
- Choe Ryong-hae (29. Juni 2016 bis 11. April 2019)
- Pak Pong-ju (seit 29. Juni 2016)